# Bodange
Bodange (Luxemburgs: Biedeg, Waals: Bodindje, Duits: Bödingen) is een dorp dat deel uitmaakt van de Belgische gemeente Fauvillers in de Provincie Luxemburg in het Waals gewest. Bodange valt onder de deelgemeente Tintange, die wordt gerekend tot het Land van Aarlen.
Het dorp ligt aan de Nationale weg N858, tussen Fauvillers en Martelange. In 1940 werd de slag om Bodange gevochten, De Duitsers werden lang tegengehouden door de chausseur Ardennais (ardense jager).
Deelgemeenten: Fauvillers · Hollange · Tintange

Overige dorpen: Bodange · Burnon · Honville · Hotte · Malmaison · Menufontaine · Sainlez · Strainchamps · Warnach · Wisembach

Belgische gemeenten · Arrondissement Bastenaken · Luxemburg · Wallonië